# Iwao Hakamada
Iwao Hakamata (袴田巌, Hakamata Iwao), souvent incorrectement orthographié Hakamada, est un ancien boxeur professionnel japonais né le 10 mars 1936 à Shizuoka au Japon principalement connu pour être le condamné à mort resté enfermé le plus longtemps au Japon, avant d'être libéré puis acquitté.

## Accusation de meurtre
Alors employé dans une usine de soja, il est arrêté en août 1966 pour le meurtre de son patron, de l'épouse de ce dernier et de leurs deux enfants puis est condamné à la mort par pendaison deux ans plus tard. Clamant à plusieurs reprises son innocence, la peine est maintenue par la cour d'appel de Tokyo en 1976 puis par la Cour suprême du Japon en 1980.
Iwao Hakamata avait avoué, avant de se rétracter, expliquant avoir été maltraité par la police. Il avait été interrogé deux cent quarante heures pendant vingt jours, battu, empêché de dormir, de boire et d’aller aux toilettes. La justice japonaise l'a cependant déclaré coupable et condamné à mort principalement sur la base de ses aveux.
Des projections de sang avaient été trouvées sur un pantalon. Des analyses ont prouvé que l’ADN n'était ni celui d’Iwao Hakamata ni celui d’aucune des victimes. Le 27 mars 2014, il est finalement libéré après avoir passé environ un demi-siècle dans le couloir de la mort et sera rejugé,. Il détient le record du condamné à mort ayant passé le plus de temps dans le couloir de la mort,. Au Japon, un condamné à mort reste sans contact avec l'extérieur dans une cellule de 5 m², éclairée et surveillée en permanence.
Le 24 décembre 2020, la Cour suprême nippone casse la décision de la Haute cour de Tokyo, laquelle bloquait la réouverture de son procès. Cette dernière devra donc se pencher à nouveau sur cette affaire. Le parquet décide de plaider à nouveau la culpabilité lors du procès en révision qui s'est tenu entre octobre 2023 et mai 2024. Iwao Hakamata est acquitté le 26 septembre 2024. Le 9 octobre, l'innocence de Iwao Hakamata est confirmé par le procureur, après que le parquet a renoncé à son droit de faire appel.